# MISIA SINGLE COLLECTION 5th ANNIVERSARY
『MISIA SINGLE COLLECTION 5th ANNIVERSARY』（ミーシャ・シングル・コレクション・フィフス・アニヴァーサリー）は、日本の女性歌手MISIAの2枚目のベスト・アルバムである。2003年12月3日発売。発売元はBMG JAPAN。

## 概要
1stベスト・アルバム『MISIA GREATEST HITS』から1年9か月余りで発売された、デビュー5周年記念のシングル・コレクション。本作のリリースはMISIAが当時所属していたRhythmedia Tribe（エイベックス傘下）ではなく、前所属会社であるBMG JAPAN。本作発売から4年後の2007年にMISIAはBMG JAPANに復帰している。
BMG JAPAN時代に発表したシングル表題曲とC/W曲が発売順に収録されている。なお、MISIA+DCT名義の『I miss you 〜時を越えて〜』は収録されていない。
本作と同時にBMG JAPAN時代に発売されたオリジナル・アルバム『Mother Father Brother Sister』、『LOVE IS THE MESSAGE』、『MARVELOUS』、ミニ・アルバム『THE GLORY DAY』、ベスト・アルバム『MISIA GREATEST HITS』のSACD盤が発売された。

## 収録曲
1. つつみ込むように… (5:48)
作詞・作曲：島野聡
編曲：松井寛
1stシングル
2. Never gonna cry! (ORIGINAL MIX) (6:09)
作詞：村上義之、TAI
作曲：松井寛
編曲：松井寛、鷺巣詩郎
1stシングルC/W
3. 陽のあたる場所 (5:15)
作詞：MISIA、佐々木潤
作曲・編曲：佐々木潤
2ndシングル
4. 恋する季節 (5:41)
作詞：黒須チヒロ、園田利隆
作曲・編曲：島野聡
2ndシングルC/W
5. BELIEVE (4:48)
作詞：MISIA
作曲：佐々木潤
編曲：佐々木潤、弦一徹、LOREN
3rdシングル
6. 花/鳥/風/月 (5:50)
作詞：黒須チヒロ
作曲：松井寛、MISIA
編曲：松井寛
3rdシングルC/W
7. 忘れない日々 (5:50)
作詞：MISIA
作曲：松本俊明
編曲：安部潤、MISIA、和田昌哉
4thシングル
8. One! (5:54)
作詞：MISIA
作曲：松井寛
編曲：松井寛、鷺巣詩郎
4thシングルC/W
9. sweetness (5:53)
作詞：MISIA
作曲・編曲：島野聡
5thシングル
10. 愛しい人 (5:00)
作詞・作曲：MISIA
編曲：百石元
5thシングルC/W
11. Escape (4:55)
作詞：MISIA
作曲：MISIA、SAKOSHIN
編曲：SAKOSHIN、MISIA、AMAZONS
6thシングル
12. Change for good (5:48)
作詞：MISIA
作曲・編曲：SAKOSHIN
6thシングルC/W
13. Everything (6:56)
作詞：MISIA
作曲：松本俊明
編曲：冨田恵一
7thシングル
14. 愛の歌 (5:33)
作詞：MISIA
作曲・編曲：佐々木潤
7thシングルC/W